# 지쿠사구
지쿠사구(일본어: 千種区)는 일본 아이치현 나고야시를 구성하는 16개 구 중 하나이다.
구의 서부는 나고야의 번화가 중 하나인 이마이케를 중심으로 한 상업지구, 이마이케의 북쪽은 지쿠사 공원괴 나고야 시립 히가시 시민병원 등이 있는 주택지구이다. 중부에는 이케시타를 중심으로 한 번화가와 구청이 있다. 동부에는 히가시야마 공원, 헤이와 공원 등이 있다. 또 나고야 대학을 포함한 대학, 고등학교가 많은 문교지구이다.

## 인접한 자치체
나카구, 히가시구, 모리야마구, 메이토구, 덴파쿠구, 쇼와구

## 역사
1937년에 설치되었고 이후 몇 번의 경계 조정을 거쳐 현재의 구역이 되었다.

## 교육
- 나고야 대학
- 스기야마 여학원 대학

## 교통

### 철도
- 나고야시 교통국(나고야 시영 지하철)
  - 히가시야마선
  - 메이조선
  - 사쿠라도리선

- 도카이 여객철도
  - 주오 본선

### 도로
- 나고야 고속도로
- 국도 153호선